# Електроенергетика Молдови

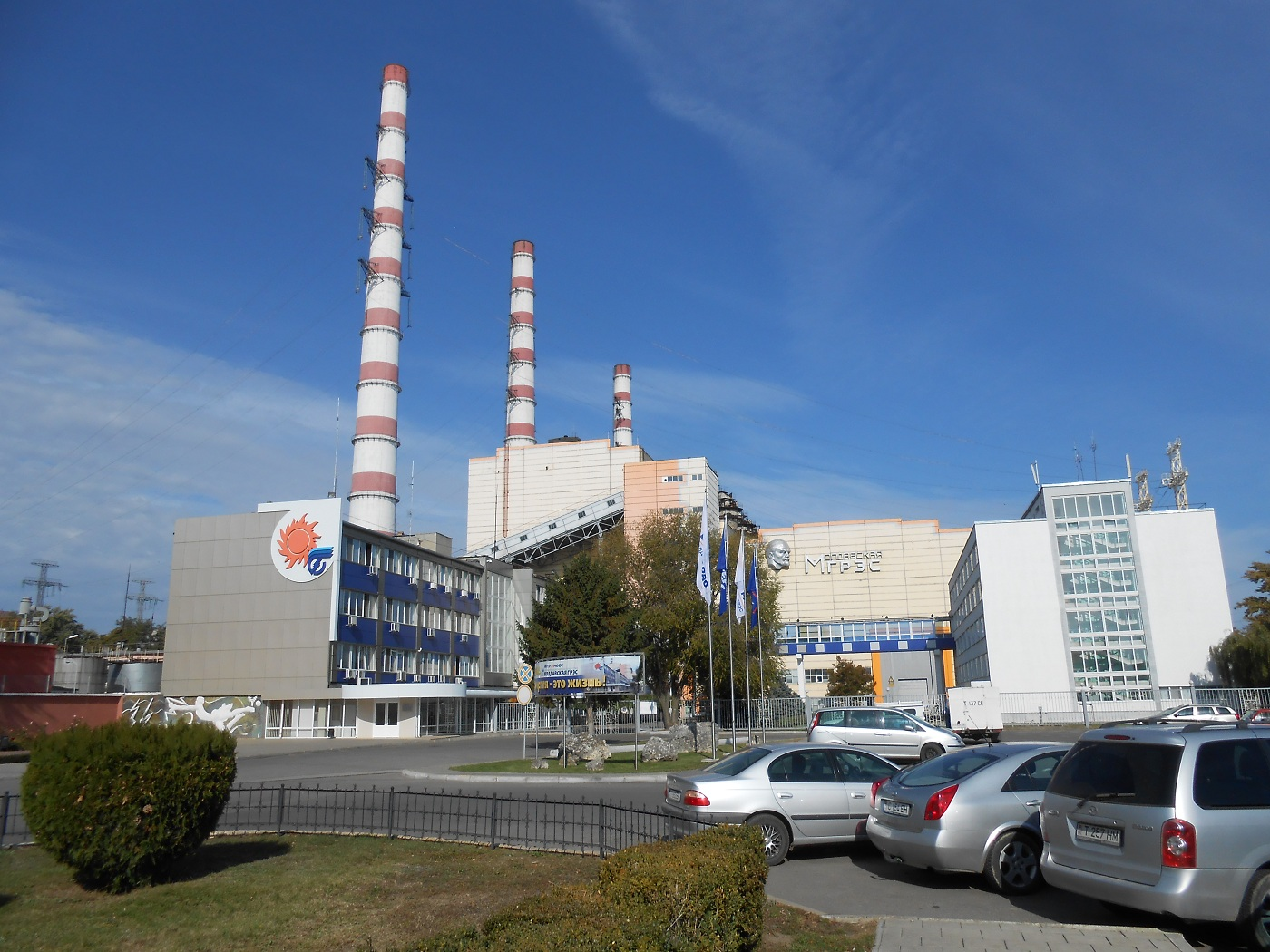
Молдовська ДРЕС — основна електрогенеруюча потужність Молдови, знаходиться на території самопроголошеного "Придністров'я"

Електроенергетика Молдови — сукупність генеруючих потужностей країни, енергосистема країни із з'єднаннями з енергосистеми сусідніх країн, споживачів та виробників електроенергії. Є важливим сектором економіки Молдови. Станом на 2022 рік електроенергетика Молдови опирається в основному на спалювання газу та вугілля. Незначна кількість припадає на гідроелектроенергію та у початковому стані розвитку знаходяться сонячна електроенергетика. У зимні місяці пікові споживання Молдови досягають до 1 ГВт. Основною електрогенеруючою потужністю Молдови є Молдавська ДРЕС яка знаходиться у підконтрольному Росії Придністров'ї там є об'єктом шантажу політики Молдови Росією. Державний оператор передаючої енергосистеми Молдови — Молделектрика. Основні електрогенеруючі потужності — Молдовська ДРЕС, Кишинівська ТЕЦ-1, Кишинівська ТЕЦ-2, Дубосарська ГЕС, Костештська ГЕС. Молдова також висуває територіальні претензії щодо Дністровської ГЕС-2, яка споруджувалась за часів СРСР, проте після розпаду, частина греблі електростанції опинилась на території Молдови.

## Історія
Після розпаду Радянського Союзу, магістральні лінії електропередач які з'єднують Україну та Молдову а також деякі підстанції та гідроелектростанції виявились тісно переплетеними, та неспроможними функціонувати окремо. Енергосистема Молдови весь час після розпаду Радянського Союзу функціонувала паралельно із українською енергосистемою, а енергогенеруючі об'єкти молдовської енергосистеми були підконтрольні операторські командам Укренерго. 26 лютого 2022 року енергосистема Молдови разом із українською енергосистемою були виведені в ізольований режим у межах тесту до приєднання до європейської енергосистеми ENTSO-E, а 16 березня 2022 року заявку на термінове приєднання енергосистем України та Молдови до ENTSO-E з огляду на російське вторгнення в Україну задовольнили.  Синхронізація із ENTSO-E  надасть Молдові статус більш незалежного учасника ринку,  дозволить повноцінно торгувати електроенергію з Румунією ( до цього торгівля могла бути виконана тільки за рахунок виведення фрагментів енергосистеми Молдови в острівний режим  для живлення із Румунії)  та бути менш залежною від Росії та придністровського утворення, не перераховуючи кошти з бюджету Молдови у бюджет самопроголошеного Придністров'я. 

## З'єднання енергосистеми Молдови

### Зєднання з Україною
Південна енергосистема (Одеська область)
- 330 кВ МДРЕС — Новоодесьска
- 330 кВ МДРЕС — Усатове
- 330 кВ МДРЕС — Подільска
- 330 кВ МДРЕС — Арциз
- 330 кВ Подольская — Рибниця 1
- 330 кВ Подольская — Рибниця 2
- 110 кВ МДРЕС — Біляєвка
- 110 кВ МДРЕС — Роздільна
- 110 кВ МДРЕС — Старокозаче
- 110 кВ Василівка — Окни
- 110 кВ Вулканешти — Болград 1
- 110 кВ Вулканешти — Болград 2
- 110 кВ Вулканешти — Болград 3
- 35 кВ Етулія — Нагірна

Південно-західні енергосистема (Вінницька область)
- 330 кВ Бєльці — Дністровська ГЕС
- 110 кВ Бричани — Дністровська ГЕС
- 110 кВ Окниця — Шахти
- 110 кВ Отач — Немия
- 110 кВ Ларга — Нелипівці
- 110 кВ Сорока — Пороги
- 10 кВ Крива — Мамалига

### З'єднання з Румунією
- 400 кВ Вулканешти — Ісакча
- 110 кВ Костешть — Стинка
- 110 кВ Унгень — Цуцора
- 110 кВ Чоара — Хуш
- 110 кВ Готешть — Фелчіу

## Перспективи
Молдова додатково будує лінію електропередачі 400 кВ Вулканешти — Кишинів пропускною ємністю у 600 МВт для покращення з'єднання з Румунією (Ісакча) та покращення  з'єднання  енерговузла столиці Молдови з Румунією. Здача лінії в експлуатацію планується на 2024 рік.